# مانگال پاندی
مانگال پاندی (انگلیسی: Mangal Pandey; ۱۹ ژوئیهٔ ۱۸۲۷ – ۸ آوریل ۱۸۵۷) یک سرباز اهل هند بود که نقش کلیدی در رویدادهایی که بلافاصله قبل از وقوع شورش‌های ۱۸۵۷ در هند بازی کرد. او یک سرباز یا سپاهی (sepoy or sipahi) در هنگ ۳۴ پیاده‌نظام بومی بنگال (34th Bengal Native Infantry (BNI) regiment) در کمپانی هند شرقی بریتانیا بود. در حالی که بریتانیایی‌های معاصر او را یک خائن و یاغی در نظر می‌گیرند ولی او به‌طور گسترده‌ای در هندِ امروزی به عنوان یک قهرمان شناخته می‌شود. او همچنین به عنوان شهید مانگال (Shaheed Mangal) شناخته می‌شود. در ۱۹۸۴ میلادی، دولت هند یک تمبر پستی برای بزرگداشت او چاپ کرده‌است. سرگذشت او در فیلم سینمایی قیام مانگال پاندی به تصویر کشیده شده‌است.